# Adesmia torcae
Adesmia torcae är en ärtväxtart som beskrevs av Rodolfo Amando Philippi. Adesmia torcae ingår i släktet Adesmia och familjen ärtväxter. Inga underarter finns listade i Catalogue of Life.